# Don Yount

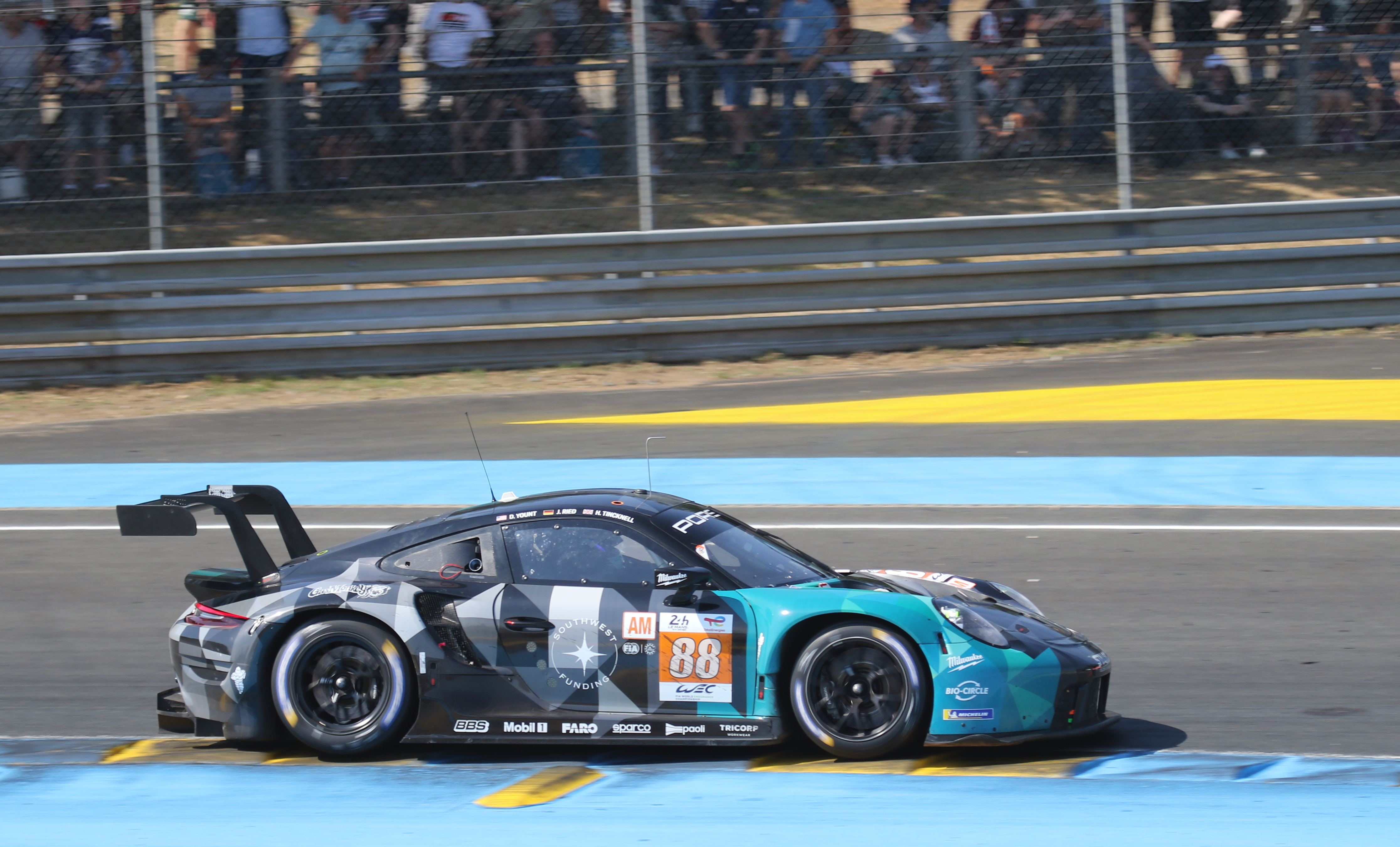
Der von Don Yount beim 24-Stunden-Rennen von Le Mans 2023 gefahrene Porsche 991 RSR-19

Der von Don Yount gefahrene Ligier JS P320 beim Road to Le Mans 2022

Donald „Don“ Yount (* 17. August 1968) ist ein US-amerikanischer Unternehmer und Autorennfahrer.

## Unternehmer
Don Yount ist als Bankier tätig. Sein 1993 gegründetes Unternehmen Southwest Funding bietet in den Vereinigten Staaten Immobilienkredite und Refinanzierungen an.

## Karriere als Rennfahrer
Neben seiner beruflichen Tätigkeit begann Don Yount 2006 eine Karriere als Amateurrennfahrer, die 2015 mit dem Einstieg in die IMSA WeatherTech SportsCar Championship professionell wurde. 2017 beendete er die Prototypen-Challenge dieser Rennserie an der zweiten Stelle. Den zweiten Rang im Schlussklassement einer Rennserie erreichte er auch 2022 im BMW M4 GT3 von Walkenhorst Motorsport im Bronze Cup der GT World Challenge Europe.
Mehrmals startete er beim 24-Stunden-Rennen von Daytona und dem 12-Stunden-Rennen von Sebring. Die beste Platzierung in Sebring war der 11. Gesamtrang 2020. Sein Le-Mans-Debüt endete 2023 mit einem Unfall.

## Statistik

### Le-Mans-Ergebnisse
| Jahr | Team               | Fahrzeug           | Teamkollege     | Teamkollege | Platzierung | Ausfallgrund |
| ---- | ------------------ | ------------------ | --------------- | ----------- | ----------- | ------------ |
| 2023 | Proton Ceompetiton | Porsche 991 RSR-19 | Harry Tincknell | Jonas Ried  | Ausfall     | Unfall       |

### Sebring-Ergebnisse
| Jahr | Team                              | Fahrzeug                    | Teamkollege     | Teamkollege       | Teamkollege | Platzierung | Ausfallgrund |
| ---- | --------------------------------- | --------------------------- | --------------- | ----------------- | ----------- | ----------- | ------------ |
| 2016 | BAR1 Motorsports                  | Oreca FLM09                 | Johnny Mowlem   | Mark Drumwright   | Ryan Lewis  | Rang 31     |              |
| 2017 | BAR1 Motorsports                  | Oreca FLM09                 | Mark Kvamme     | Daniel Burkett    | Buddy Rice  | Rang 32     |              |
| 2018 | Turner Motorsport                 | BMW M6 GT3                  | Markus Palttala | Dillon Machavern  |             | Rang 27     |              |
| 2019 | Precision Performance Motorsports | Lamborghini Huracán GT3     | Brandon Gdovic  | Lawson Aschenbach |             | Rang 30     |              |
| 2020 | Performance Tech Motorsports      | Oreca 07                    | Patrick Byrne   | Guy Cosmo         |             | Rang 11     |              |
| 2022 | NTE Sport SSR                     | Lamborghini Huracán GT3 Evo | Mateo Llarena   | Jaden Conwright   |             | Ausfall     | Unfall       |

### Einzelergebnisse in der FIA-Langstrecken-Weltmeisterschaft
| Saison | Team               | Rennwagen       | 1   | 2   | 3   | 4   | 5   | 6   | 7   |
| ------ | ------------------ | --------------- | --- | --- | --- | --- | --- | --- | --- |
| 2023   | Proton Competition | Porsche 911 RSR | SEB | POR | SPA | LEM | MON | FUJ | BAH |
| 2023   | Proton Competition | Porsche 911 RSR | DNF |     |     |     |     |     |     |